# عهد الزعامة
عهد الزعامة (باللاتينية: Principate) (امتدَّ من 27 ق.م - 284 م) هو الاسم الدارج للفترة الأولى من تاريخ الإمبراطورية الرومانية، يمتدُّ هذا العهد بدءاً من تتويج أغسطس قيصر إمبراطوراً لروما وحتى وقوع أزمة القرن الثالث، حيث يدخل وقتها عهد السيادة. امتاز عهد الزعامة بجهود متكرّرة بذلها مختلف الأباطرة الرومان، ليحاولوا الحفاظ قدر إمكانهم على المظاهر الشكلية الرسمية للجمهورية الرومانية، التي كانت قد اندثرت واختفت بالحقيقة آنذاك.
على أرض الواقع، كان عهد الزعامة فترةً من الحكم المطلق المستنير، مع انتقالات عارضةٍ إلى نظام حكم شبيه بالملكية الدستورية، فقد كان يميل الأباطرة خلال هذه الفترة إلى عدم الإفراط باستعمال سلطاتهم، وكانوا - بصورةٍ عامة - يحترمون حقوق المواطنين ولا يتعدون عليها تحت الظروف العادية.

## التسمية
تسمى هذه الفترة باللغة اللاتينية Principate، وهي مشتقَّة من كلمة princeps التي تعني «الزعيم» أو «الأول»، وهي تشير إلى نظام سياسيٍّ يسيطر عليه قائد وحيد، سواء أكان رئيس الدولة رسمياً أو رئيس الحكومة. تعكيس هذه التسمية إصرار الأباطرة الرومان الأوائل على أنَّهم الأكثر أهمية بين مواطني روما.

## التاريخ
كان اللقب الكامل لإمبراطور روما في هذا العهد princeps senatus / princeps civitatis (أي الأول في مجلس الشيوخ/الأول بين المواطنين)، وقد كان أول من اعتمد هذا اللقب هو الإمبراطور أغسطس، أول الأباطرة الرومان وأول حكام عهد الزعامة. وقد اختار أغسطس - مثله في ذلك مثل سلفه المغتال يوليوس قيصر - أن لا يعيد تطبيق نظام ملكية قانوني كما في ماضي روما. عوضاً عن ذلك، أراد أغسطس الحصول على استقرار سياسي لإنهاء الحروب الأهلية المندلعة منذ سنوات، وذلك عبر نظام دكتاتوري بحكم الأمر الواقع يعمل - بالآن ذاته - ضمن الإطار الدستوري للجمهورية الرومانية.